# Ковалькі (Куявсько-Поморське воєводство)
Ковалькі (пол. Kowalki, нім. Schmiedehof) — село в Польщі, у гміні Рипін Рипінського повіту Куявсько-Поморського воєводства.
Населення — 553 особи (2011).
У 1975-1998 роках село належало до Влоцлавського воєводства.

## Демографія
Демографічна структура станом на 31 березня 2011 року:
|          | Загалом | Допрацездатний вік | Працездатний вік | Постпрацездатний вік |
| -------- | ------- | ------------------ | ---------------- | -------------------- |
| Чоловіки | 287     | 72                 | 181              | 34                   |
| Жінки    | 266     | 52                 | 161              | 53                   |
| Разом    | 553     | 124                | 342              | 87                   |